# Carl Dietrich Ebbinghaus
Carl Dietrich Ebbinghaus (* 29. August 1794 in Iserlohn; † 28. August 1867 ebenda) war ein deutscher Unternehmer und Politiker.
Ebbinghaus übernahm gemeinsam mit einem Mitgesellschafter das Letmather Messingwalzwerk in Letmathe und betrieb das Unternehmen unter der Firma Ebbinghaus & Schrimpf. 1818 gründete sein Bruder Friedrich Wilhelm Ebbinghaus am gleichen Ort die Firma F. W. Ebbinghaus, die zur größten Papierfabrik in Preußen wurde. Von 1850 bis 1867 war Carl Dietrich Ebbinghaus Mitglied der Handelskammer Hagen. Er wurde mit dem Titel Kommerzienrat geehrt.
Von 1837 bis 1851 war er für den Stand der Städte im Wahlbezirk Mark und die Stadt Iserlohn Mitglied im Provinziallandtag der Provinz Westfalen. Er war auch für den Vereinigten Landtag gewählt, nahm daran aber nicht teil.